# يان كليفورد
يان كليفورد (12 أكتوبر 1982 في المملكة المتحدة - ) (بالإنجليزية: Ian Clifford)‏ هو لاعب كريكت بريطاني. لعب مع نادي وارويكشاير للكريكيت ‏ وWarwickshire Cricket Board ‏.